# Письма с войны
Письма с войны (порт. Cartas da Guerra) — португальский биографически-драматический фильм, снятый Иво Феррейра по одноименному роману Антониу Лобу Антунеша. Мировая премьера ленты состоялвсь в феврале 2016 года на Берлинском международном кинофестивале.

## Сюжет
Фильм рассказывает про молодого врача, который пишет письма к жене во время Колониальной войны Португалии в Анголе 1971-73 годов.